# Di mi nombre
Di mi nombre (ufficialmente Di mi nombre – Cap 8: Éxtasis) è un singolo della cantante spagnola Rosalía, pubblicato il 30 ottobre 2018 come terzo estratto del secondo album in studio El mal querer.

## Video musicale
Il video musicale, diretto da Henry Schofield, è stato reso disponibile il 30 ottobre 2018.

## Tracce
Testi di Rosalía Vila e Antón Álvarez, musiche di Dominio público, Rosalía Vila e Pablo Díaz-Reixa.
1. Di mi nombre – 2:42

## Formazione
Musicisti
- Rosalía – voce, cori, ad-lib, battito delle mani, basso, arrangiamento
- El Guincho – sintetizzatore, 808, basso, ad-lib, arrangiamento
- Los Mellis – battito delle mani, cori
- Laura Boschetti – arpa

Produzione
- El Guincho – produzione, registrazione
- Rosalía – produzione
- Jaycen Joshua – missaggio
- Jacob Richards – assistenza al missaggio
- Rashawn McLean – assistenza al missaggio
- Mike Seaberg – assistenza al missaggio
- Chris Athens – mastering

## Successo commerciale
Nella prima settimana di tracciamento completo, Di mi nombre ha raggiunto la vetta della classifica spagnola dei singoli compilata dalla Productores de Música de España, diventando così la prima numero uno di Rosalía in madrepatria.

## Classifiche
| Classifica (2018) | Posizione massima |
| ----------------- | ----------------- |
| Spagna            | 1                 |